# Португальське королівство
Португа́льське королі́вство (лат. Regnum Portugalliae; порт. Reino de Portugal) — у 1139—1910 роках португальська монархічна християнська держава на заході Піренейського півострова. Заснована 26 липня 1139 року на основі Португальського графства, що постало завдяки Реконкісті. Первісно охоплювала територію сучасної Португалії, а після португальських географічних відкриттів XV—XVI століть та настання епохи колоніалізму поширила свій контроль на землі Африки, Азії та Південної Америки.
Очолювалася королями Португалії з п'яти династій — Бургундської (1139—1383), Авіської (1385—1580), Габсбурзької (1581—1640), Браганської (1640—1853) і Браганса-Кобурзької (1853—1910). Основною формою правління була абсолютна монархія, яка у ХІХ столітті змінилася на конституційну (1822—1823, 1826—1828, 1834—1910). Столичними містами були Коїмбра (1139—1255), Лісабон (1255—1808, 1821—1910) і Ріо-де-Жанейро (1808—1821).
Панівною релігією було католицьке християнство; меншини в метрополії і колоніях сповідували також юдаїзм, іслам, індуїзм, конфуціанство, язичництво. Офіційними мовами були латинська і португальська. Більшість мешканців складали португальці; у колоніях переважало тубільне населення.
У різні часи власною валютою були португальські дінейру, крузаду, реал та ескудо.
Золота доба припала на XVI століття, на правління королів Мануела І й Жуана ІІІ, які перетворили країну на одну з наддержав Європи і світу. Після вигасання Авіської династії (1580) опинилася в персональній унії з Габсбурзькою Іспанією. За підтримки Франції та Англії виборола незалежність у реставраційній війні (1640—1668). З кінця XVII століття, внаслідок внутрішніх негараздів і посилення сусідів, поступово перетворилася на регіональну державу. Зберігала свій престиж завдяки Бразилії, яка 1822 року проголосила незалежність. Ослабла внаслідок міжусобної війни (1828—1834), в ході якої перемогли ліберальні сили. З кінця ХІХ століття перебувало у перманентній політично-соціальній кризі. Вбивство короля 1908 року призвело до народних смут. Знищена 5 жовтня 1910 року внаслідок революції, після якої виникла Перша Португальська республіка. В останній рік свого існування нараховувала близько 6 млн підданих.

## Назва
- Португальське королівство
- Королівство Португалії й Алгарве (порт. Reino de Portugal e dos Algarves) — з 1248 року.
- Сполучене королівство Португалії, Бразилії й Алгарве (порт. Reino Unido de Portugal, Brasil e Algarves) — у 1815—1822 роках.

## Географія
В часи найбільшої експансії володіло землями на теренах Бразилії, Анголи, Східного Тимору, Екваторіальної Гвінеї, Гвінеї-Бісау, Макао, Сеути, Мозамбіку, Кабо-Верде, Сан-Томе, Індії, Шрі-Ланки й Уругваю.

## Історія
Процес встановлення монархії в Португалії зайняв не одне століття, а ліквідована вона була всього за два роки (1908—1910). Під час Реконкісти на Іберійському півострові португало-галісійські етнічні спільноти романського походження змогли консолідуватися і створити Перше графство Португалія (868—1071). Під час складних державотворчих процесів його поглинає поступово Друге графство Португалія (1093—1139). Завдяки успішному наступу, територія графства постійно розширюється на південь за рахунок мавританських володінь. 26 липня 1139 Португалія проголошує себе королівством, а першим королем стає Афонсу I Великий. Столицею королівства довгий час було місто Порту, з 1255 — Лісабон.

### Хронологія
- 1139: битва при Оріке, Ламегуські кортеси, проголошення королівства Португалія.
- 1147: завоювання Лісабона
- 1415: завоювання Сеути
- 1498: відкриття морського шляху до Індії
- 1500: відкриття Бразилії
- 1580—1640: Іберійська унія
  - 1585—1604: Англо-іспанська війна
  - 1588—1654: Голландсько-португальська війна
- 1640—1668: Реставраційна війна (війна за незалежність від Іспанії)
- 1807: Французьке вторгнення і окупація
- 1822: проголошення незалежності Бразилії
- 1820—1823: Португальська революція
- 1824: Квітневе повстання
- 1828—1834: Ліберальні війни
- 1846: Португальська революція (1846)
- 1910: Португальська революція, падіння монархії й королівства

## Державний устрій

### Кортеси
- Португальські кортеси — станово-представницький орган. Скликався у 1143—1698 роках.

### Військо
- Конетабль Португалії (з 1382)

## Економіка
- Мурабітіну
- Португальський крузаду
- Форал
- Раша (тканина)

## Договори
- 1143: Саморський договір — визнання королівства Португалії Леонським королівством.
- 1267: Бадахоський договір — встановлення португальсько-кастильського кордону по Гвадіані.
- 1297: Альканісеський договір — встановлення нового португальсько-кастильського кордону.
- 1668: Лісабонський договір — закінчення Реставраційної війни, визнання незалежності Португалії Іспанією.

## Галерея

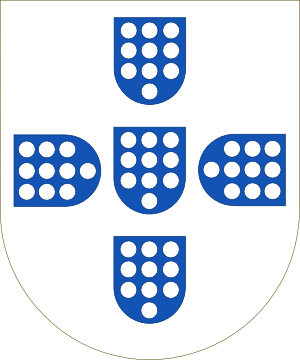
Герб (1185–1248)
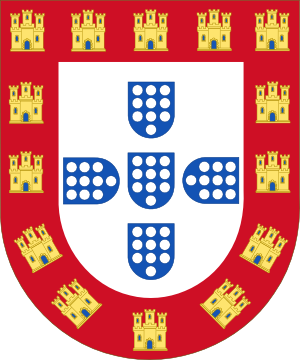
Герб (1248–1385)
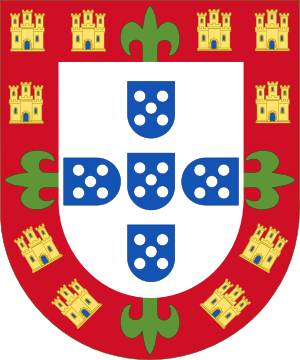
Герб (1385–1481)
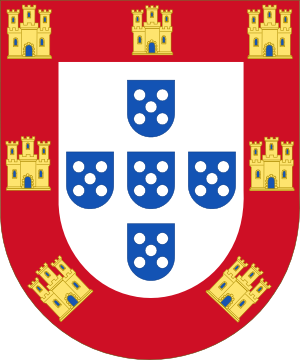
Герб (1481–1495)
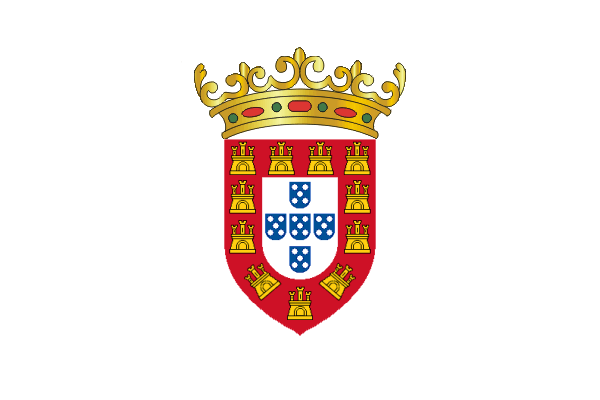
Прапор (1495–1521)
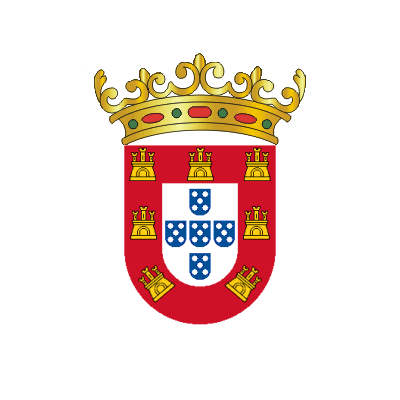
Прапор (1521–1578)
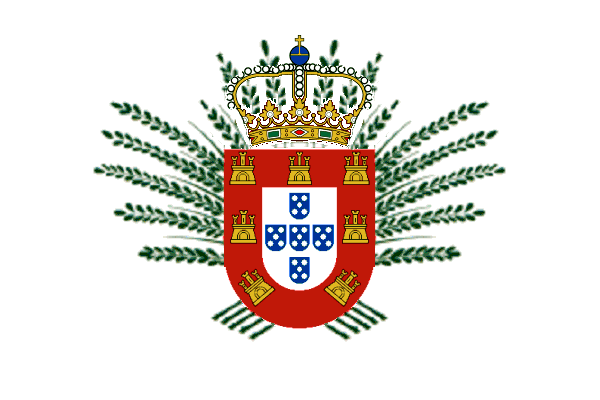
Прапор (1580–1610)
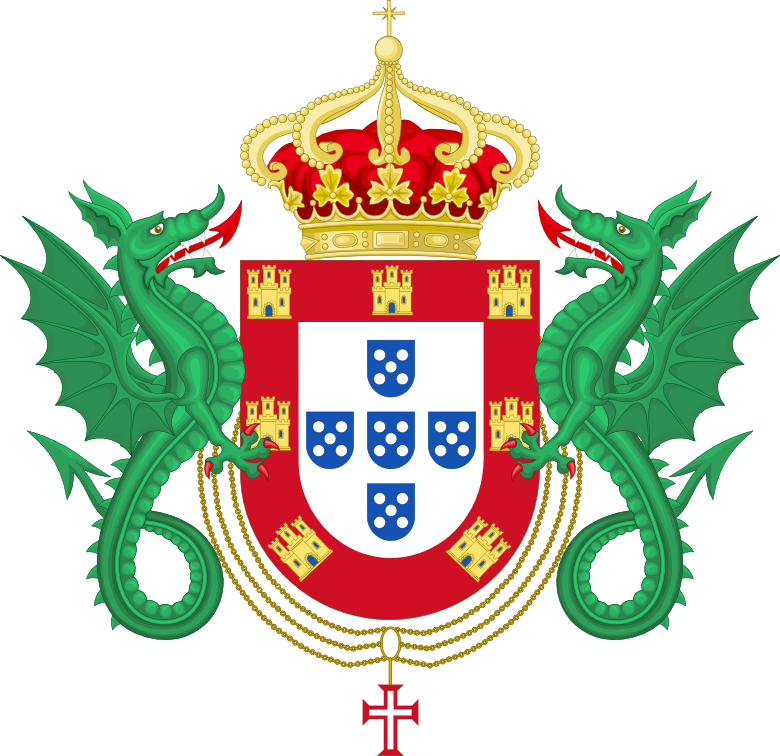
Герб (1610–1815)
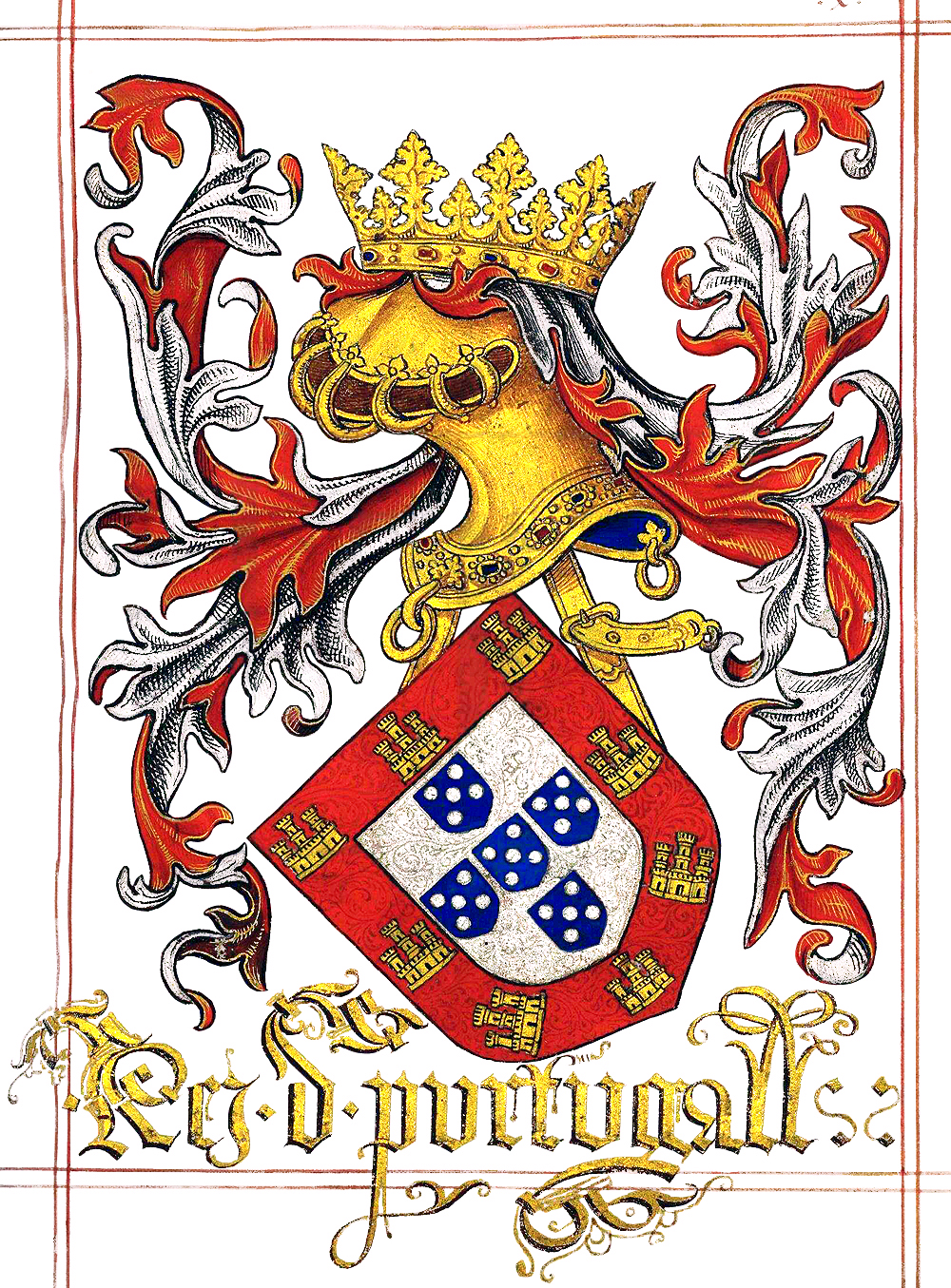
Livro do Armeiro-Mor (c. 1509)